# Дікіджі Катерина Юріївна
Катерина Юріївна Дікіджі (нар. 11 липня 1991, Рівне, УРСР) — українська плавчиня, яка виступає на спринтерських дистанціях у вільному стилі.

## Спортивна кар'єра
Катерина завоювала дві золоті медалі на молодіжному чемпіонаті Європи з плавання 2007 року на дистанції 50 та 100 метрів вільним стилем з непоганими результатами 25,95 та 56,51 секунди відповідно.
17-річна спортсменка Дікіджі увійшла до складу збірної України з плавання (окрім неї в команді також були Дар'я Степанюк, Наталія Худякова та Ганна Дзеркаль) у жіночій естафеті 4×100 метрів вільним стилем на Олімпійських іграх 2008 року в Пекіні. Катерина в цій естафеті виступала другою й фінішувала з часом 55,44 секунди, а українська збірна фінішувала на 14-му місці в загальному заліку з підсумковим часом 3:44,72.